# Альверня
Альве́рня (пол. Alwernia) — місто в південній Польщі, на Краківсько-Ченстоховській височині.
Належить до Хшановського повіту Малопольського воєводства.

## Демографія
Демографічна структура станом на 31 березня 2011 року:
|          | Загалом | Допрацездатний вік | Працездатний вік | Постпрацездатний вік |
| -------- | ------- | ------------------ | ---------------- | -------------------- |
| Чоловіки | 1677    | 316                | 1208             | 153                  |
| Жінки    | 1716    | 272                | 1111             | 333                  |
| Разом    | 3393    | 588                | 2319             | 486                  |